# Leichtathletik-Weltmeisterschaften 2022/400 m der Frauen

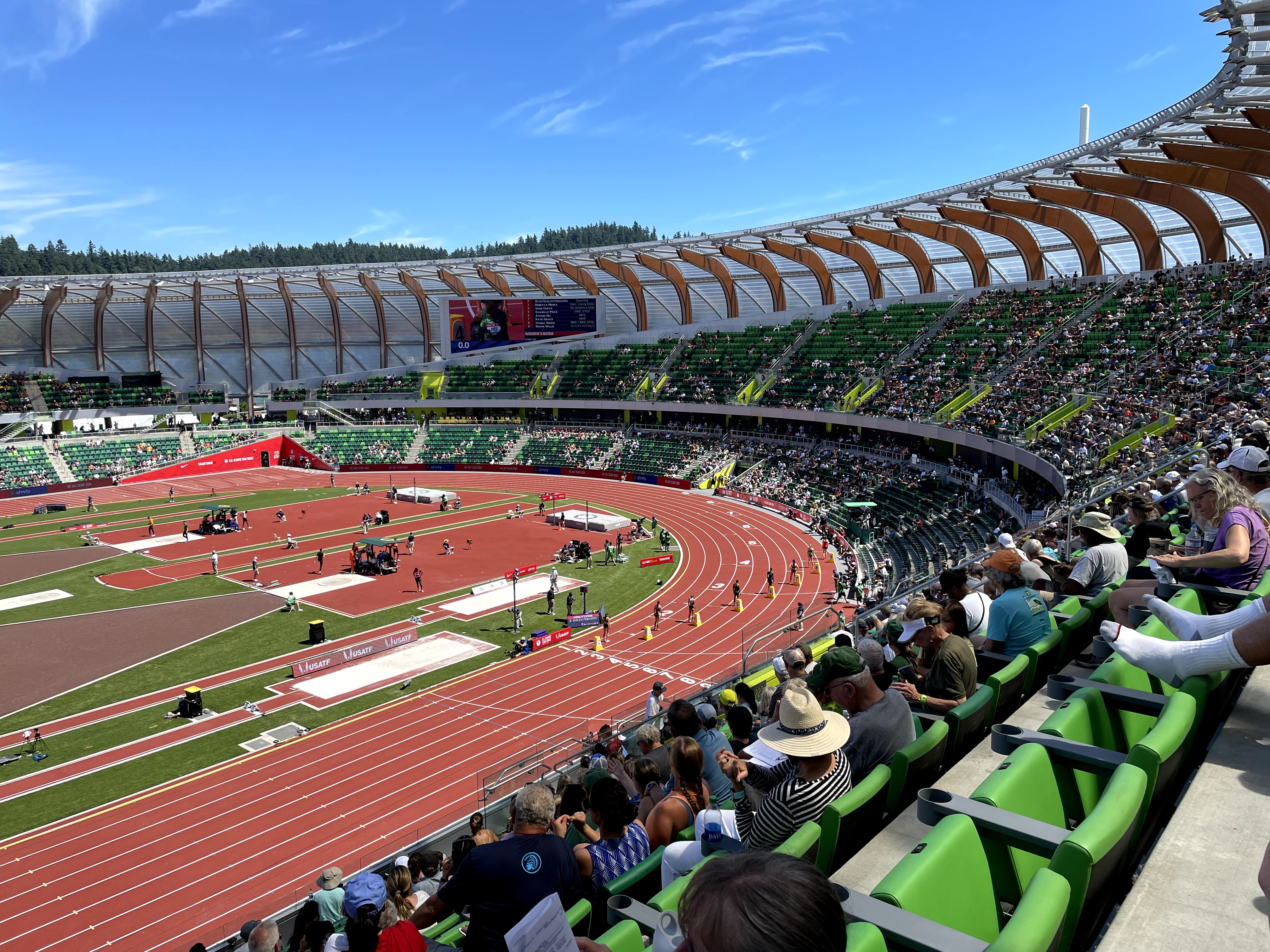
Das Stadion New Hayward Field im Jahr 2021

Der 400-Meter-Lauf der Frauen bei den Leichtathletik-Weltmeisterschaften 2022 wurde vom 17. bis 22. Juli 2022 im Hayward Field der Stadt Eugene in den Vereinigten Staaten ausgetragen.
Nach zweimal WM-Silber (2015/2019) und WM-Bronze 2017 errang die zweifache Olympiasiegerin (2016 2021) Shaunae Miller-Uibo von den Bahamas die Goldmedaille.
Sie gewann vor der zweifachen Olympiazweiten von 2021 (400 Meter/4-mal-400-Meter-Mixedstaffel) Marileidy Paulino aus der Dominikanischen Republik, die hier in der Woche zuvor bereits Weltmeisterin mit ihrer 4-mal-400-Meter-Mixedstaffel geworden war.
Bronze ging an Sada Williams aus Barbados.

## Rekorde

### Bestehende Rekorde
| Weltrekord | Marita Koch           | 47,60 s | Canberra, Australien  | 6. Oktober 1985 |
| WM-Rekord  | Jarmila Kratochvílová | 47,99 s | WM Helsinki, Finnland | 10. August 1983 |

Der bereits bei den ersten Weltmeisterschaften 1983 aufgestellte WM-Rekord wurde auch bei diesen Weltmeisterschaften nicht erreicht. Die schnellste Zeit erzielte die Weltmeisterin Shaunae Miller-Uibo von den Bahamas mit 49,11 s im Finale. Damit verfehlte sie den Rekord um 1,12 s. Zum Weltrekord fehlten ihr 1,51 s.

### Rekordverbesserungen
Es gab eine Weltjahresbestleistung und drei Landesrekorde:
- Weltjahresbestleistung:
  - 49,11 s – Shaunae Miller-Uibo (Bahamas), Finale am 22. Juli
- Landesrekorde:
  - 50,24 s – Lieke Klaver (Niederlande), zweiter Vorlauf am 17. Juli
  - 50,18 s – Lieke Klaver (Niederlande), zweites Halbfinale am 20. Juli
  - 49,75 s – Sada Williams (Barbados), Finale am 22. Juli

## Vorrunde
17. Juli 2022
Die Vorrunde wurde in sechs Läufen durchgeführt. Die ersten drei Wettbewerberinnen pro Lauf – hellblau unterlegt – sowie die darüber hinaus sechs zeitschnellsten Teilnehmerinnen – hellgrün unterlegt – qualifizierten sich für das Halbfinale.

### Vorlauf 1

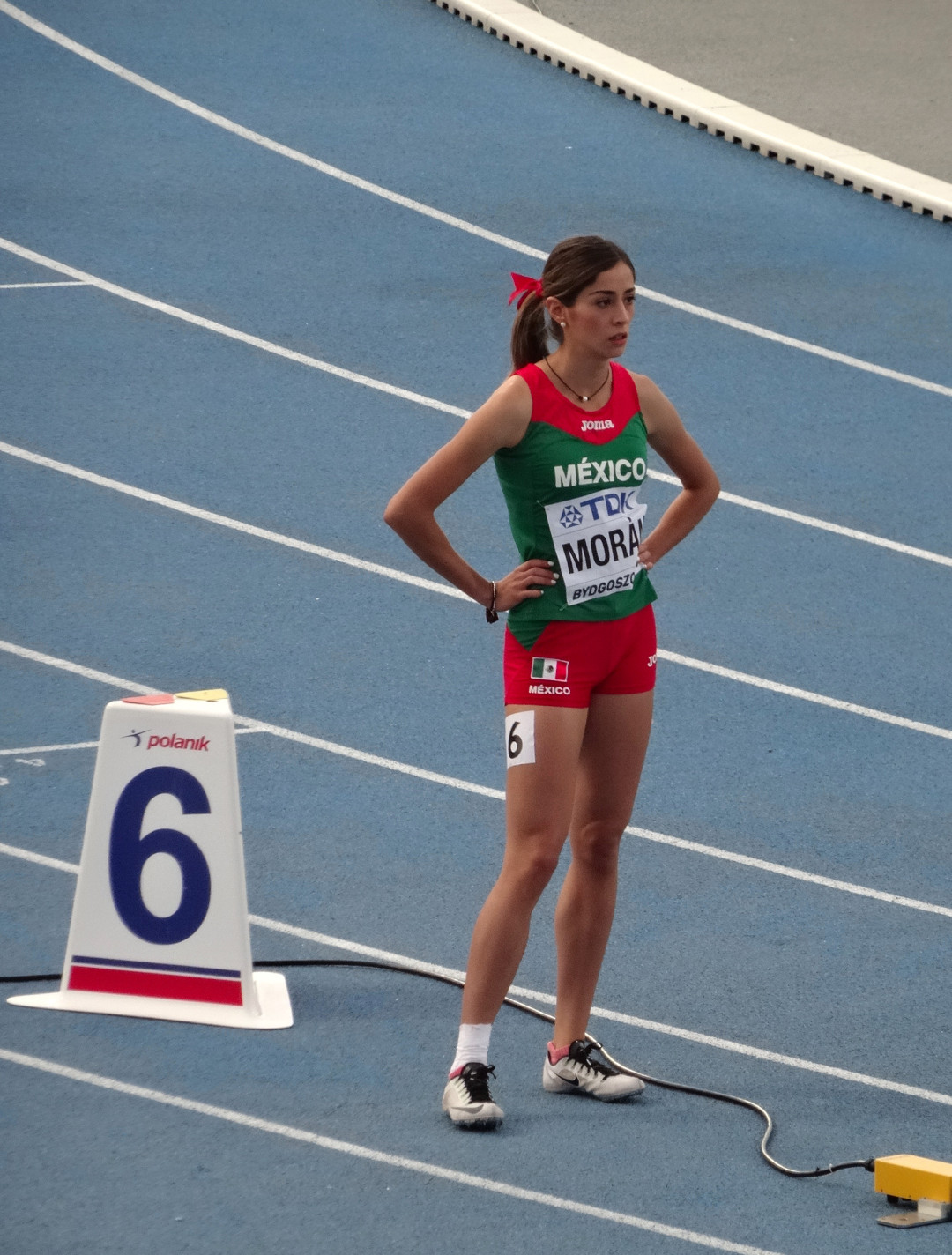
Paola Morán – ausgeschieden als Fünfte des ersten Vorlaufs
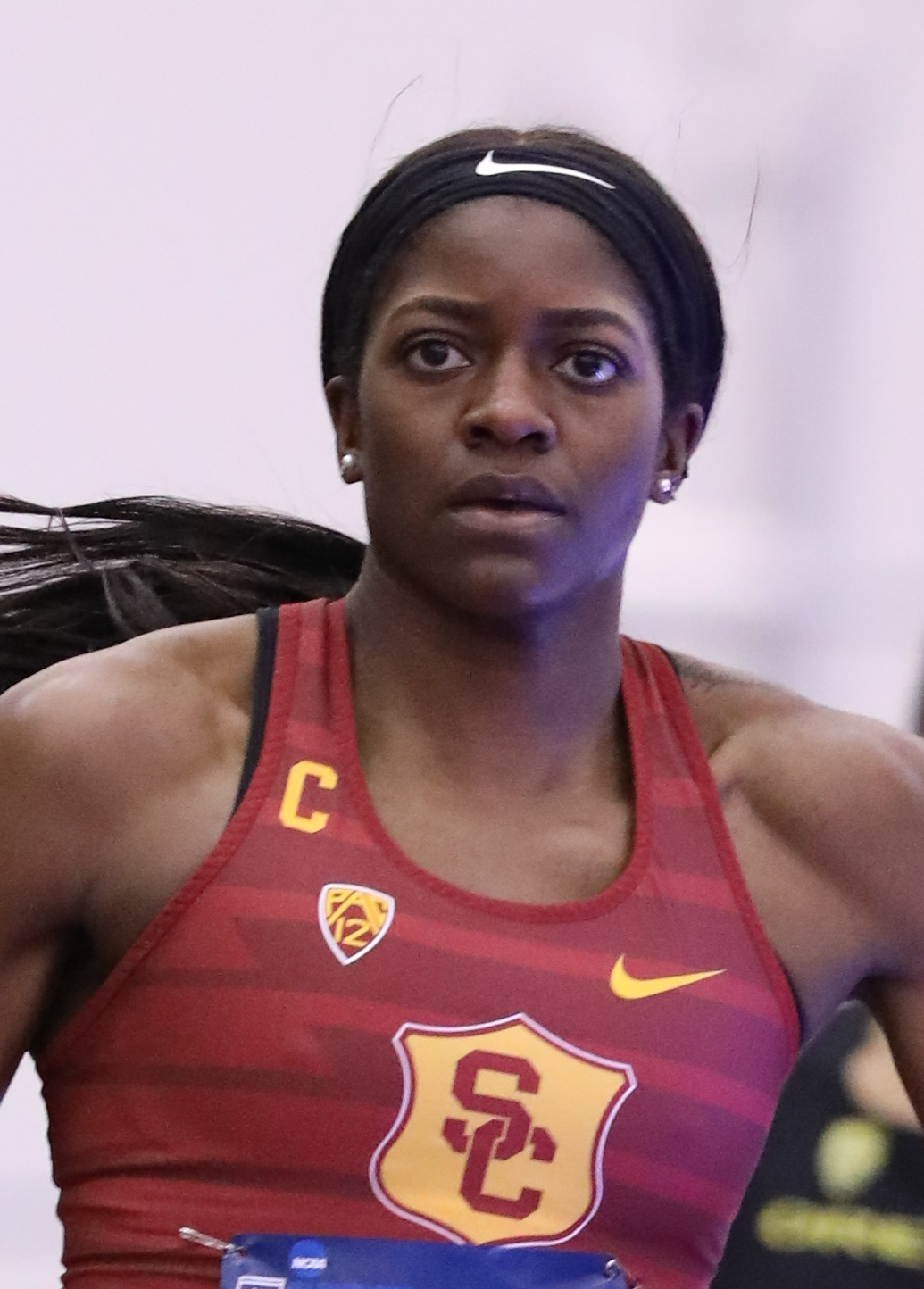
Kendall Ellis – ausgeschieden als Sechste des ersten Vorlaufs

17. Juli 2022, 12:00 Uhr Ortszeit (21:00 Uhr MESZ)
| Platz | Name                | Nation      | Zeit (s) |
| ----- | ------------------- | ----------- | -------- |
| 1     | Shaunae Miller-Uibo | Bahamas     | 51,10    |
| 2     | Aliyah Abrams       | Guyana      | 51,98    |
| 3     | Gabby Scott         | Puerto Rico | 52,05    |
| 4     | Susanne Walli       | Australien  | 52,18    |
| 5     | Paola Morán         | Mexiko      | 52,28    |
| 6     | Kendall Ellis       | USA         | 52,55    |
| 7     | Miranda Coetzee     | Südafrika   | 53,30    |

### Vorlauf 2
17. Juli 2022, 12:08 Uhr Ortszeit (21:08 Uhr MESZ)
| Platz | Name                    | Nation         | Zeit (s) |
| ----- | ----------------------- | -------------- | -------- |
| 1     | Stephenie Ann McPherson | Jamaika        | 50,15    |
| 2     | Natalia Kaczmarek       | Polen          | 50,21    |
| 3     | Lieke Klaver            | Niederlande    | 50,24 NR |
| 4     | Nicole Yeargin          | Großbritannien | 51,17    |
| 5     | Cátia Azevedo           | Portugal       | 51,55    |
| 6     | Tábata de Carvalho      | Brasilien      | 52,17    |
| 7     | Niddy Mingilishi        | Sambia         | 52,84    |

### Vorlauf 3

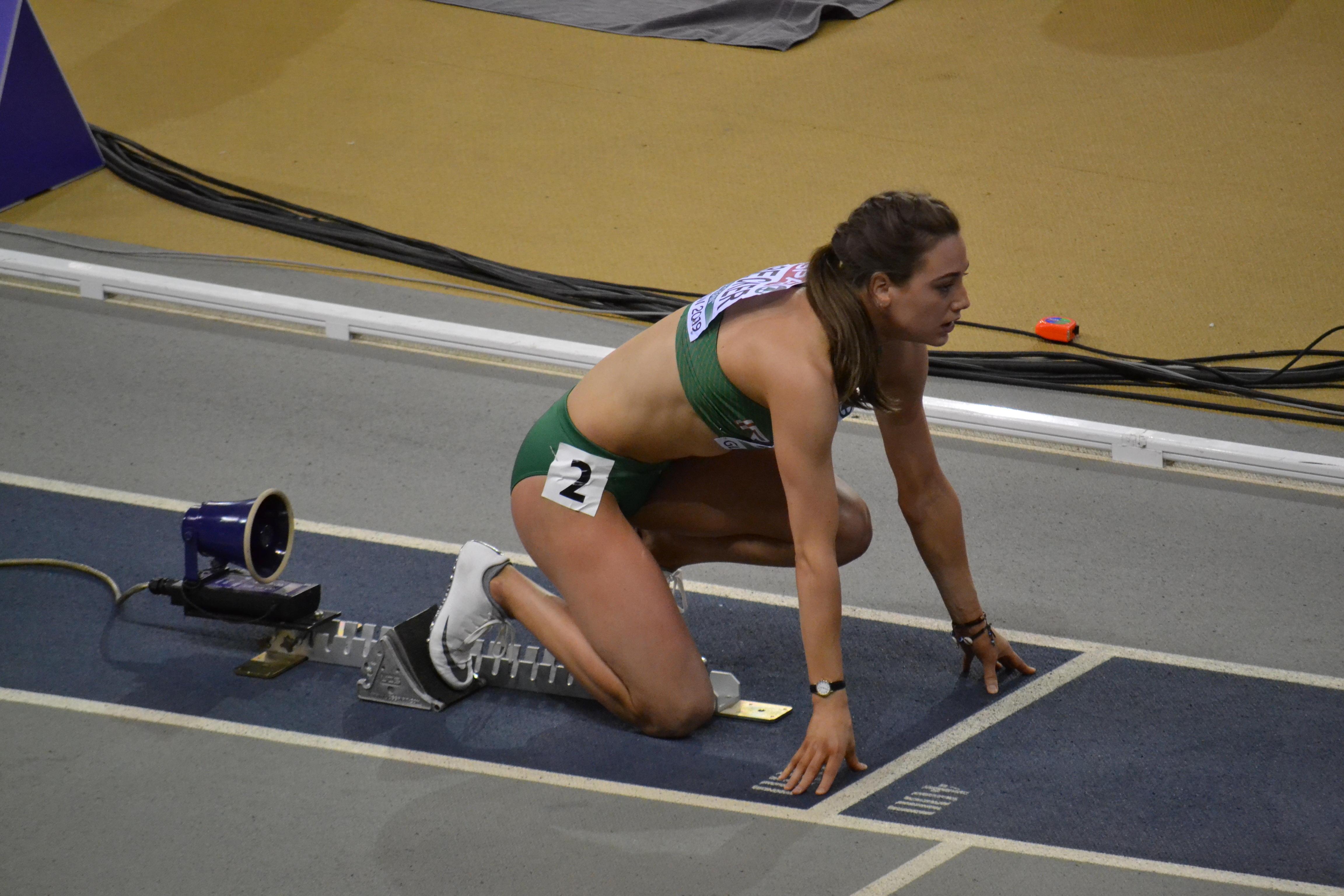
Sophie Becker – ausgeschieden als Fünfte des dritten Vorlaufs
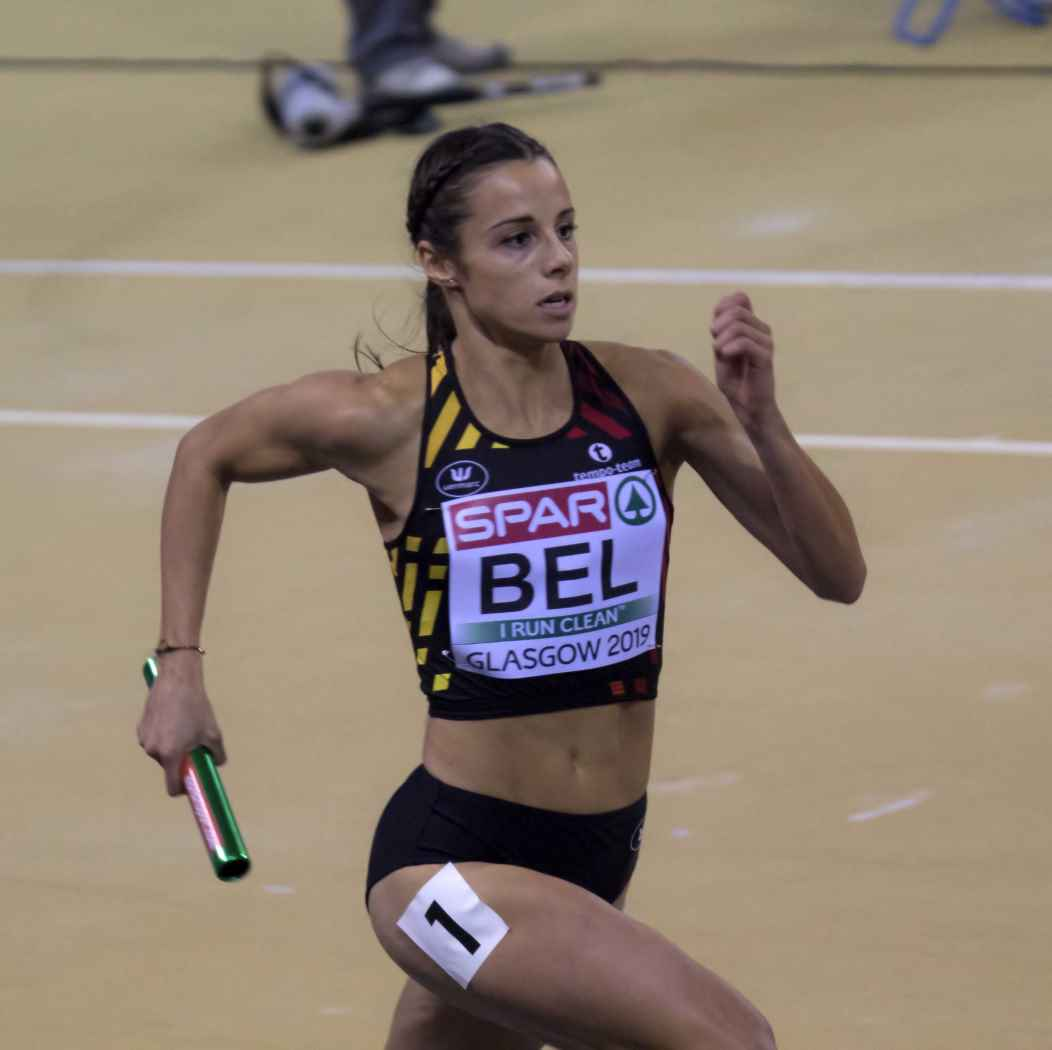
Camille Laus – ausgeschieden als Sechste des dritten Vorlaufs
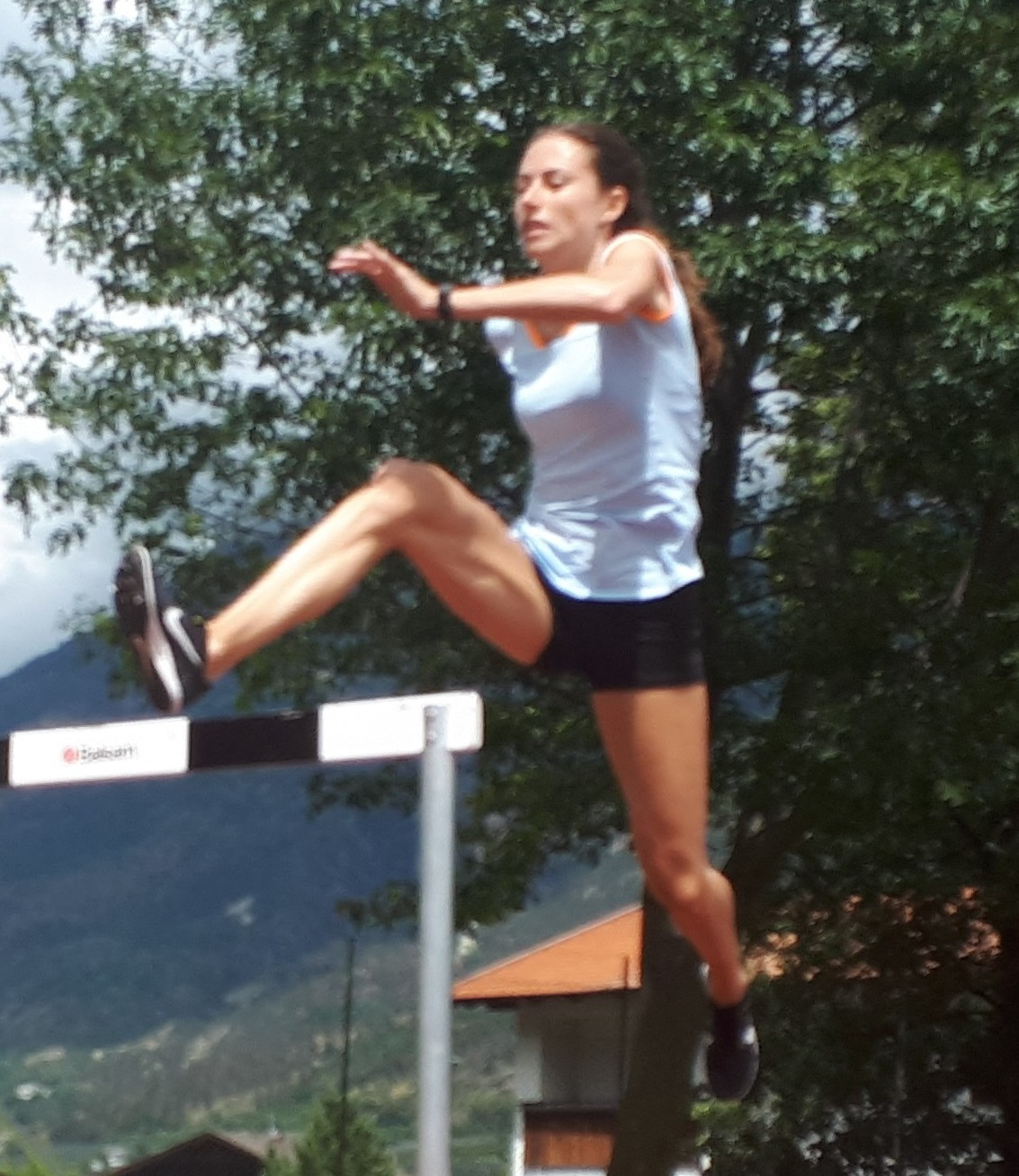
Eveline Saalberg (hier als Hürdenläuferin) – ausgeschieden als Siebte des dritten Vorlaufs

17. Juli 2022, 12:16 Uhr Ortszeit (21:16 Uhr MESZ)
| Platz | Name                      | Nation         | Zeit (s) |
| ----- | ------------------------- | -------------- | -------- |
| 1     | Sada Williams             | Barbados       | 51,05    |
| 2     | Modesta Justė Morauskaitė | Litauen        | 51,27    |
| 3     | Ama Pipi                  | Großbritannien | 51,32    |
| 4     | Charokee Young            | Jamaika        | 51,84    |
| 5     | Sophie Becker             | Irland         | 52,24    |
| 6     | Camille Laus              | Belgien        | 52,56    |
| 7     | Eveline Saalberg          | Niederlande    | 52,59    |

### Vorlauf 4

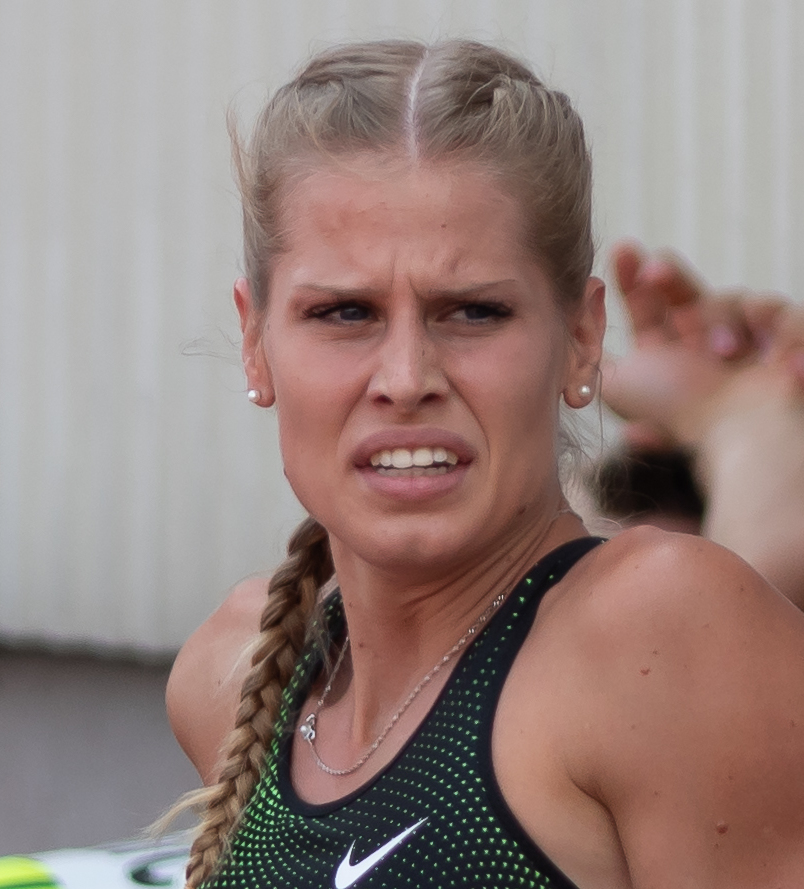
Anita Horvat – ausgeschieden als Sechste des vierten Vorlaufs

17. Juli 2022, 12:24 Uhr Ortszeit (21:24 Uhr MESZ)
| Platz | Name              | Nation                  | Zeit (s) |
| ----- | ----------------- | ----------------------- | -------- |
| 1     | Marileidy Paulino | Dominikanische Republik | 50,76    |
| 2     | Rhasidat Adeleke  | Irland                  | 51,59    |
| 3     | Lynna Irby        | USA                     | 51,78    |
| 4     | Gunta Vaičule     | Lettland                | 52,21    |
| 5     | Lauren Gale       | Kanada                  | 52,46    |
| 6     | Anita Horvat      | Slowenien               | 52,67    |
| 7     | Imaobong Nse Uko  | Nigeria                 | 52,80    |

### Vorlauf 5

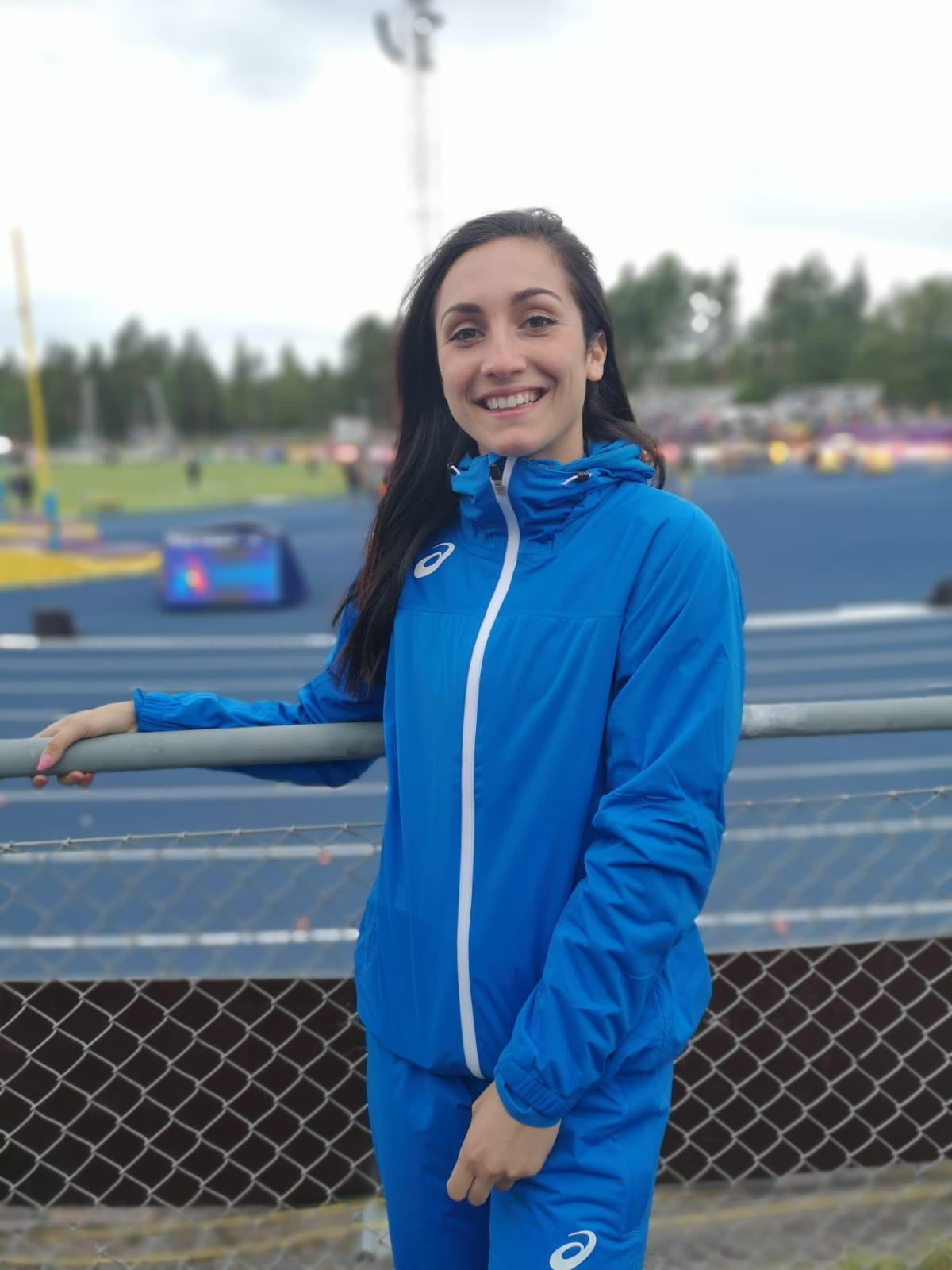
Alice Mangione – ausgeschieden als Vierte des fünften Vorlaufs
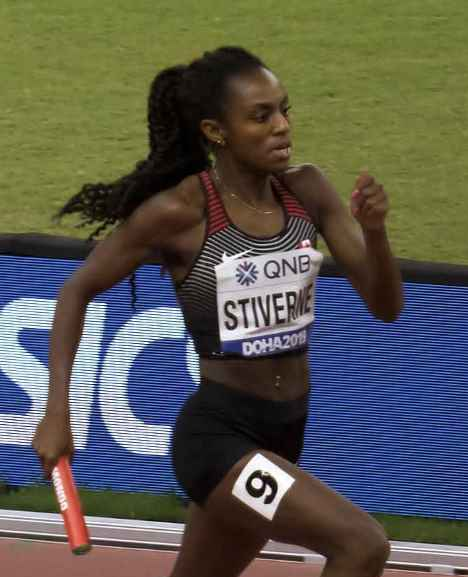
Aiyanna Stiverne – ausgeschieden als Sechste des fünften Vorlaufs

17. Juli 2022, 12:32 Uhr Ortszeit (21:32 Uhr MESZ)
| Platz | Name                 | Nation                  | Zeit (s) |
| ----- | -------------------- | ----------------------- | -------- |
| 1     | Fiordaliza Cofil     | Dominikanische Republik | 51,19    |
| 2     | Talitha Diggs        | USA                     | 51,54    |
| 3     | Roxana Gómez         | Kuba                    | 51,85    |
| 4     | Alice Mangione       | Italien                 | 52,72    |
| 5     | Silke Lemmens        | Schweiz                 | 52,86    |
| 6     | Aiyanna Stiverne     | Kanada                  | 53,07    |
| 7     | Naomi Van Den Broeck | Belgien                 | 53,16    |

### Vorlauf 6

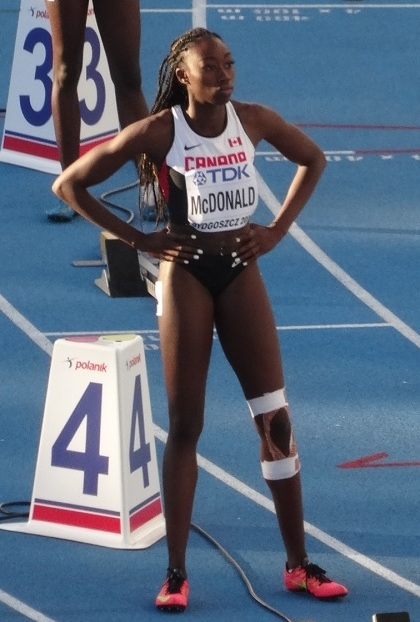
Natassha McDonald – ausgeschieden als Fünfte des sechsten Vorlaufs

17. Juli 2022, 12:40 Uhr Ortszeit (21:40 Uhr MESZ)
| Platz | Name              | Nation         | Zeit (s) |
| ----- | ----------------- | -------------- | -------- |
| 1     | Anna Kiełbasińska | Polen          | 50,63    |
| 2     | Candice McLeod    | Jamaika        | 50,78    |
| 3     | Victoria Ohuruogu | Großbritannien | 51,07    |
| 4     | Lada Vondrová     | Tschechien     | 51,55    |
| 5     | Natassha McDonald | Kanada         | 52,41    |
| 6     | Tiffani Marinho   | Brasilien      | 52,80    |
| 7     | Shereen Vallabouy | Malaysia       | 53,57    |
| 8     | Rosie Elliott     | Neuseeland     | 54,92    |

## Halbfinale
19. Juli 2022
Aus den drei Halbfinalläufen qualifizierten sich die jeweils ersten beiden Athletinnen – hellblau unterlegt – sowie die darüber hinaus zwei zeitschnellsten Läuferinnen – hellgrün unterlegt – für das Finale.

### Halbfinallauf 1

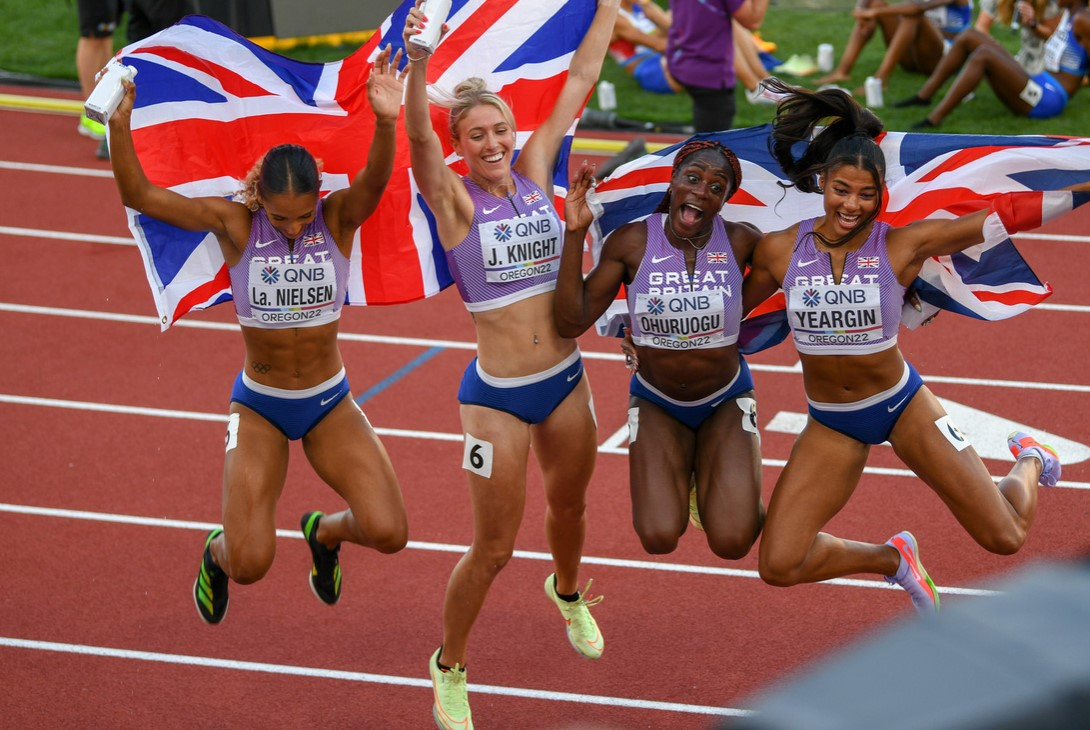
Victoria Ohuruogu (Zweite von rechts) – ausgeschieden als Fünfte des ersten Halbfinals
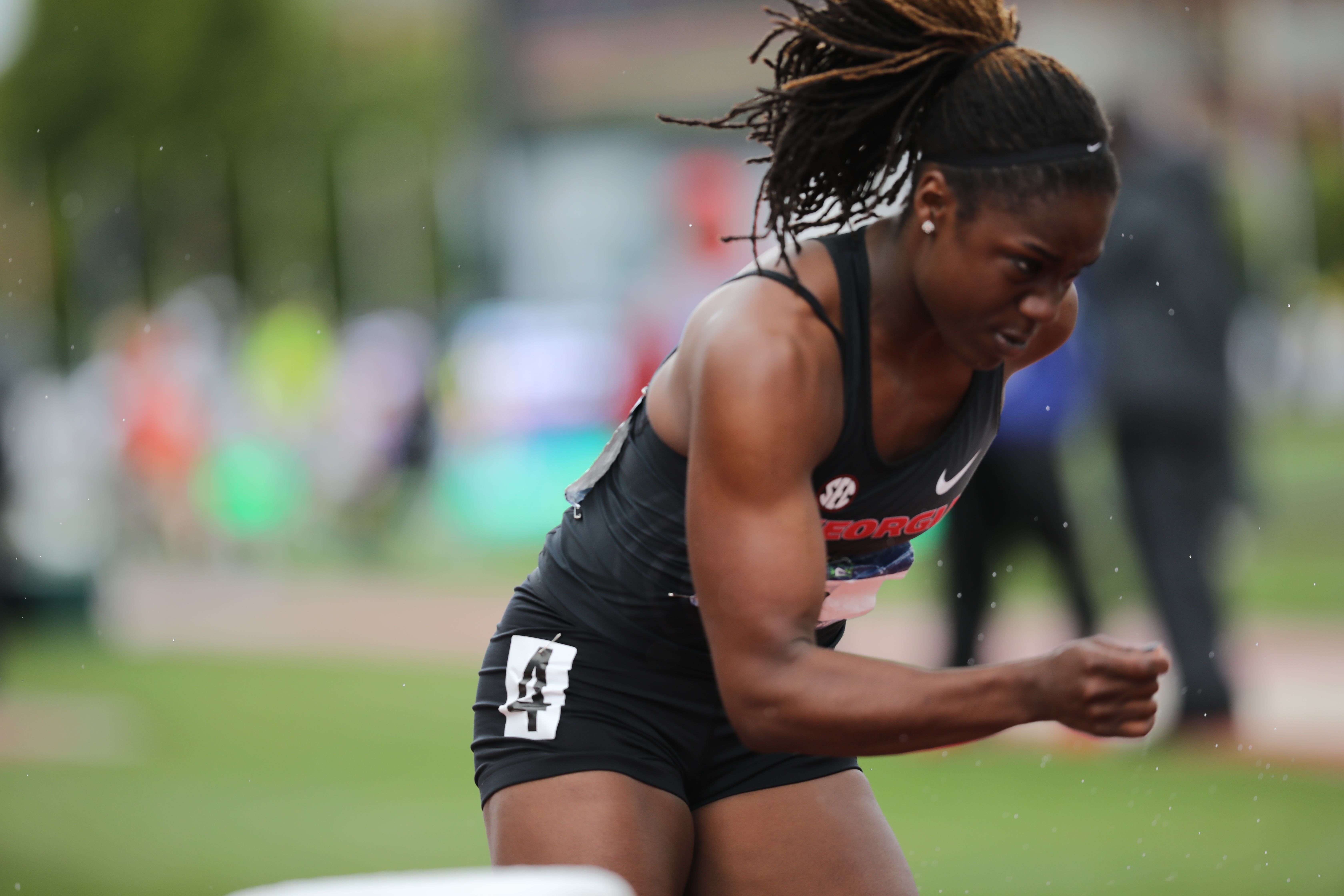
Lynna Irby – ausgeschieden als Sechste des ersten Halbfinals
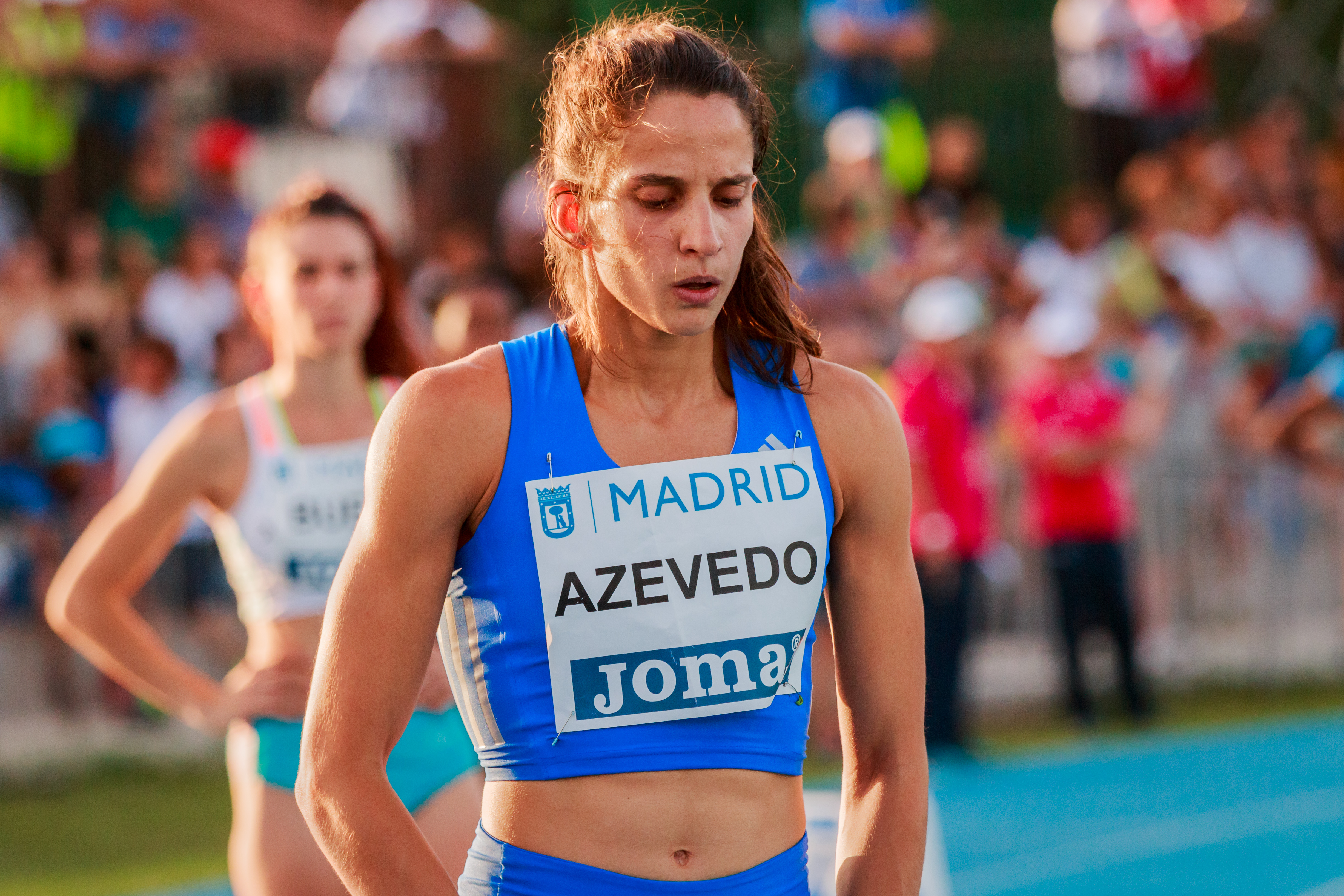
Cátia Azevedo – ausgeschieden als Siebte des ersten Halbfinals

20. Juli 2022, 18:45 Uhr Ortszeit (21. Juli 2022, 3:45 Uhr MESZ)
| Platz | Name                | Nation         | Zeit (s) |
| ----- | ------------------- | -------------- | -------- |
| 1     | Shaunae Miller-Uibo | Bahamas        | 49,55    |
| 2     | Candice McLeod      | Jamaika        | 50,05    |
| 3     | Anna Kiełbasińska   | Polen          | 50,65    |
| 4     | Rhasidat Adeleke    | Irland         | 50,81    |
| 5     | Victoria Ohuruogu   | Großbritannien | 50,99    |
| 6     | Lynna Irby          | USA            | 51,00    |
| 7     | Cátia Azevedo       | Portugal       | 51,79    |
| 8     | Tábata de Carvalho  | Brasilien      | 52,42    |

### Halbfinallauf 2

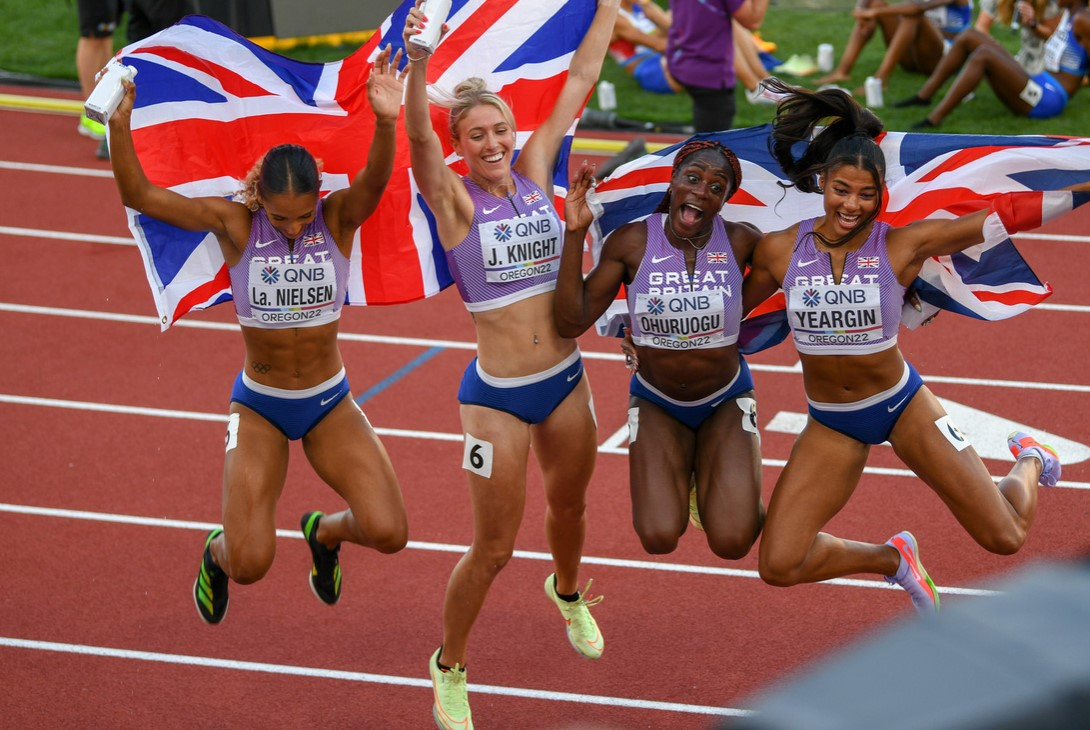
Nicole Yeargin (ganz rechts) – ausgeschieden als Vierte des zweiten Halbfinals
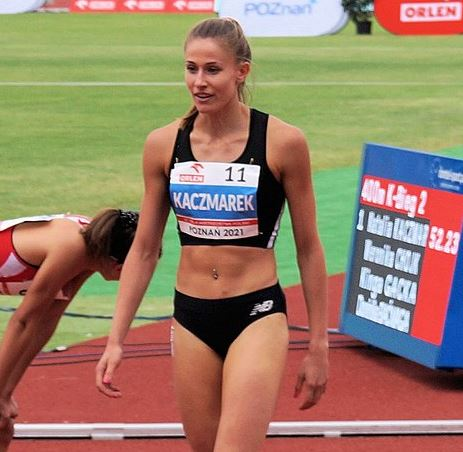
Natalia Kaczmarek – ausgeschieden als Fünfte des zweiten Halbfinals
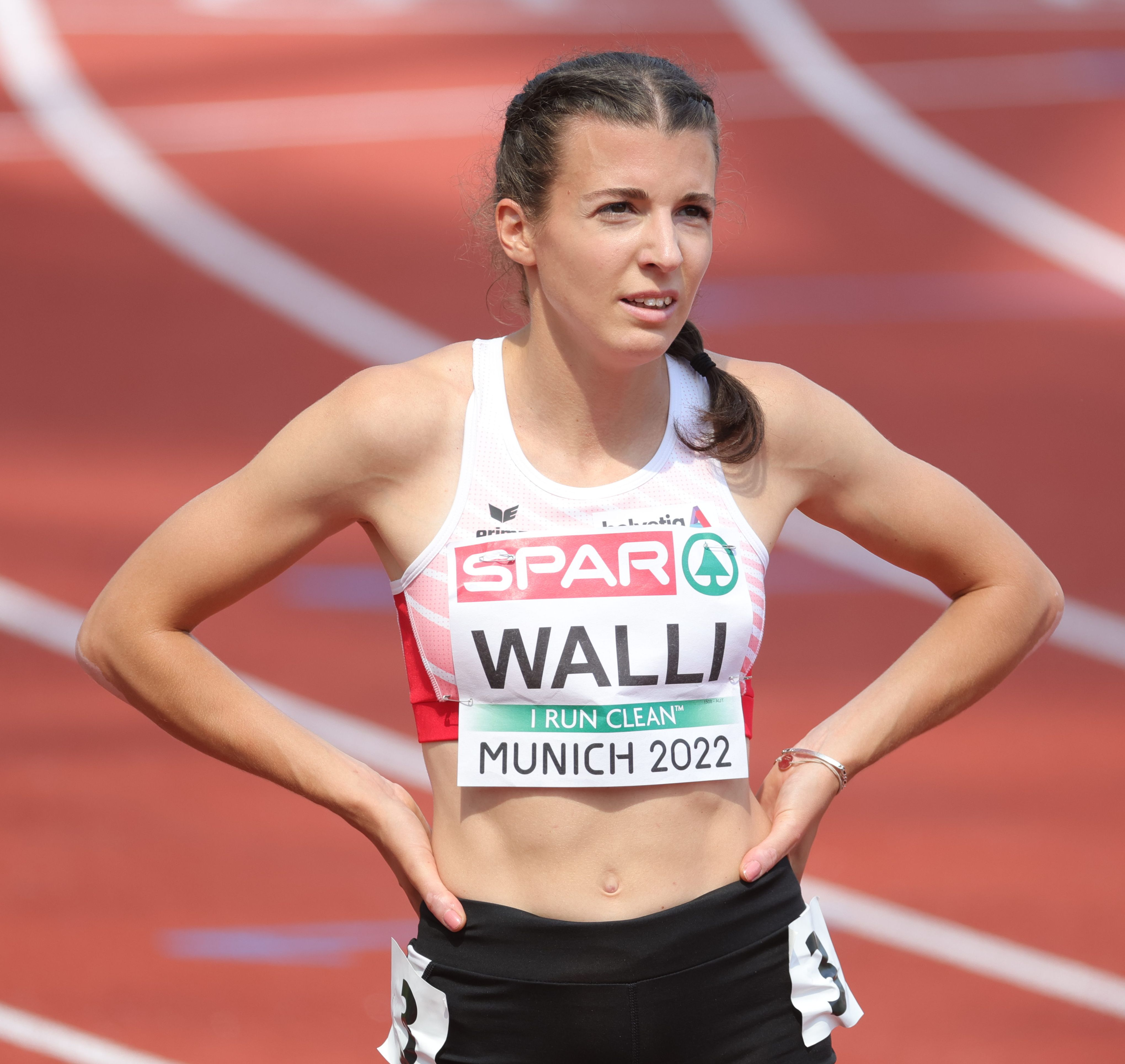
Susanne Walli – ausgeschieden als Achte des zweiten Halbfinals

20. Juli 2022, 18:53 Uhr Ortszeit (21. Juli 2022, 3:53 Uhr MESZ)
| Platz | Name                    | Nation                  | Zeit (s) |
| ----- | ----------------------- | ----------------------- | -------- |
| 1     | Fiordaliza Cofil        | Dominikanische Republik | 50,14    |
| 2     | Lieke Klaver            | Niederlande             | 50,18 NR |
| 3     | Stephenie Ann McPherson | Jamaika                 | 50,56    |
| 4     | Nicole Yeargin          | Großbritannien          | 51,22    |
| 5     | Natalia Kaczmarek       | Polen                   | 51,34    |
| 6     | Aliyah Abrams           | Guyana                  | 51,79    |
| 7     | Gabby Scott             | Puerto Rico             | 51,97    |
| 8     | Susanne Walli           | Österreich              | 52,37    |

### Halbfinallauf 3

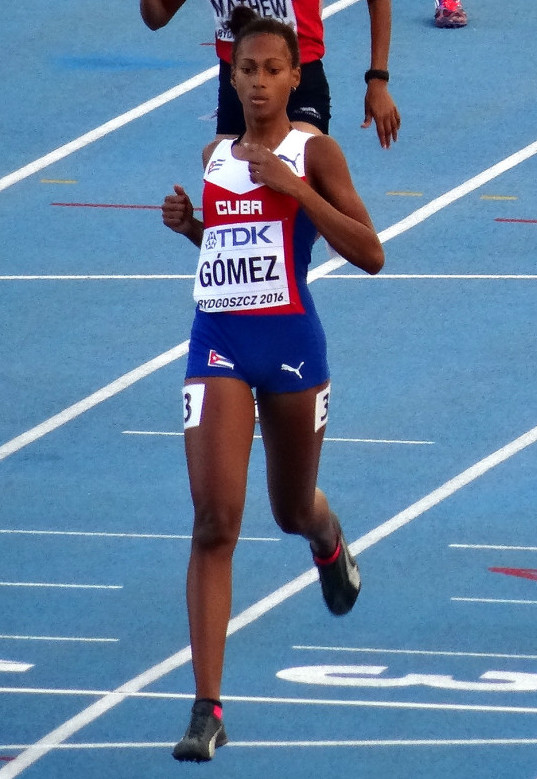
Roxana Gómez – ausgeschieden als Vierte des dritten Halbfinals
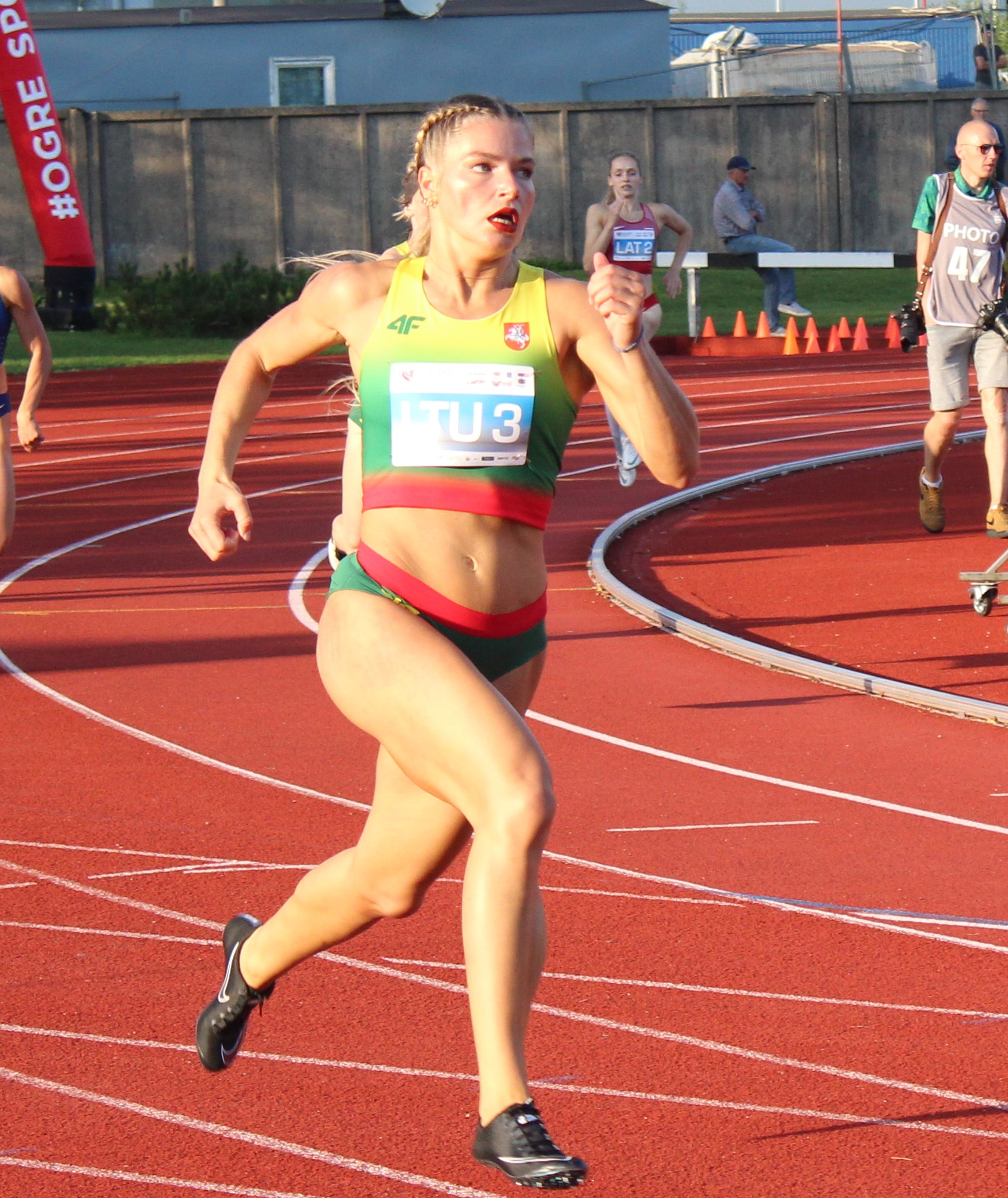
Modesta Justė Morauskaitė – ausgeschieden als Siebte des dritten Halbfinals
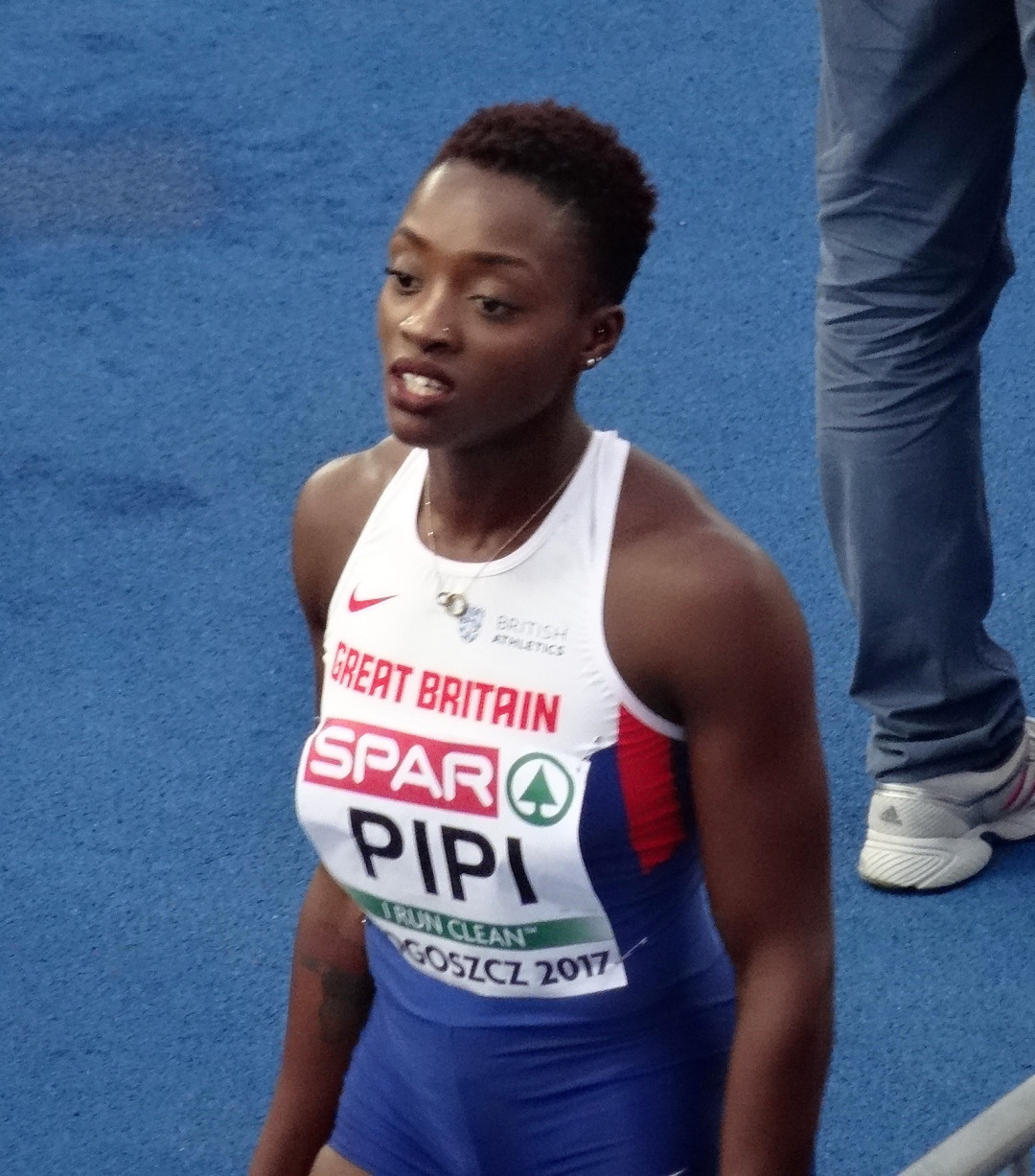
Ama Pipi – ausgeschieden als Achte des dritten Halbfinals

20. Juli 2022, 19:01 Uhr Ortszeit (21. Juli 2022, 4:01 Uhr MESZ)
| Platz | Name                      | Nation                  | Zeit (s) |
| ----- | ------------------------- | ----------------------- | -------- |
| 1     | Marileidy Paulino         | Dominikanische Republik | 49,98    |
| 2     | Sada Williams             | Barbados                | 50,12    |
| 3     | Talitha Diggs             | USA                     | 50,84    |
| 4     | Roxana Gómez              | Kuba                    | 51,12    |
| 5     | Charokee Young            | Jamaika                 | 51,41    |
| 6     | Lada Vondrová             | Tschechien              | 51,47    |
| 7     | Modesta Justė Morauskaitė | Litauen                 | 52,19    |
| 8     | Ama Pipi                  | Großbritannien          | 52,28    |

## Finale

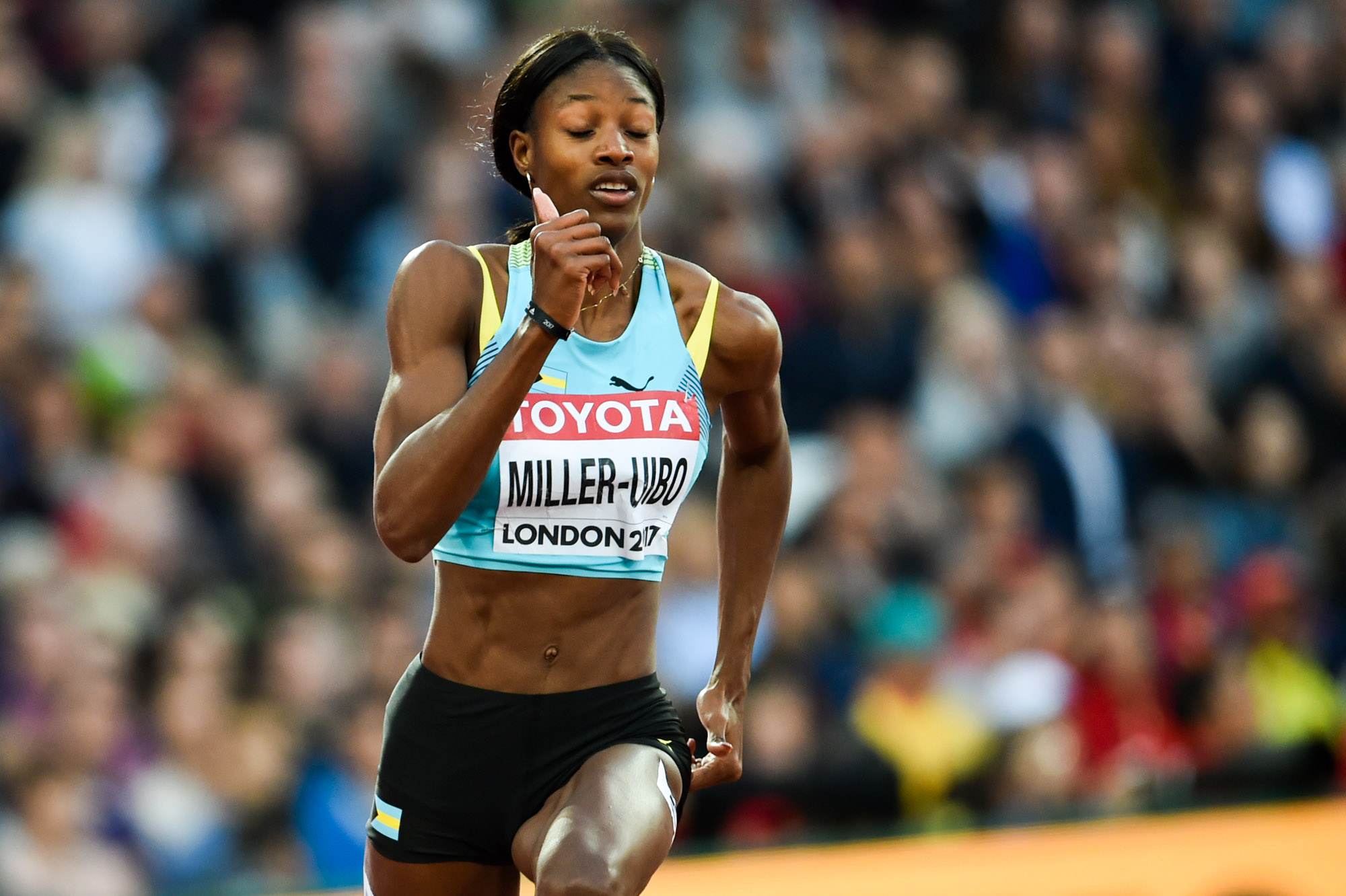
Weltmeisterin Shaunae Miller-Uibo

22. Juli 2022, 19:15 Uhr Ortszeit (23. Juli 2022, 4:15 Uhr MESZ)
| Platz | Name                    | Nation                  | Zeit (s) |
| ----- | ----------------------- | ----------------------- | -------- |
| 1     | Shaunae Miller-Uibo     | Bahamas                 | 49,11 WL |
| 2     | Marileidy Paulino       | Dominikanische Republik | 49,60    |
| 3     | Sada Williams           | Barbados                | 49,75 NR |
| 4     | Lieke Klaver            | Niederlande             | 50,33    |
| 5     | Stephenie Ann McPherson | Jamaika                 | 50,36    |
| 6     | Fiordaliza Cofil        | Dominikanische Republik | 50,57    |
| 7     | Candice McLeod          | Jamaika                 | 50,68    |
| 8     | Anna Kiełbasińska       | Polen                   | 50,81    |

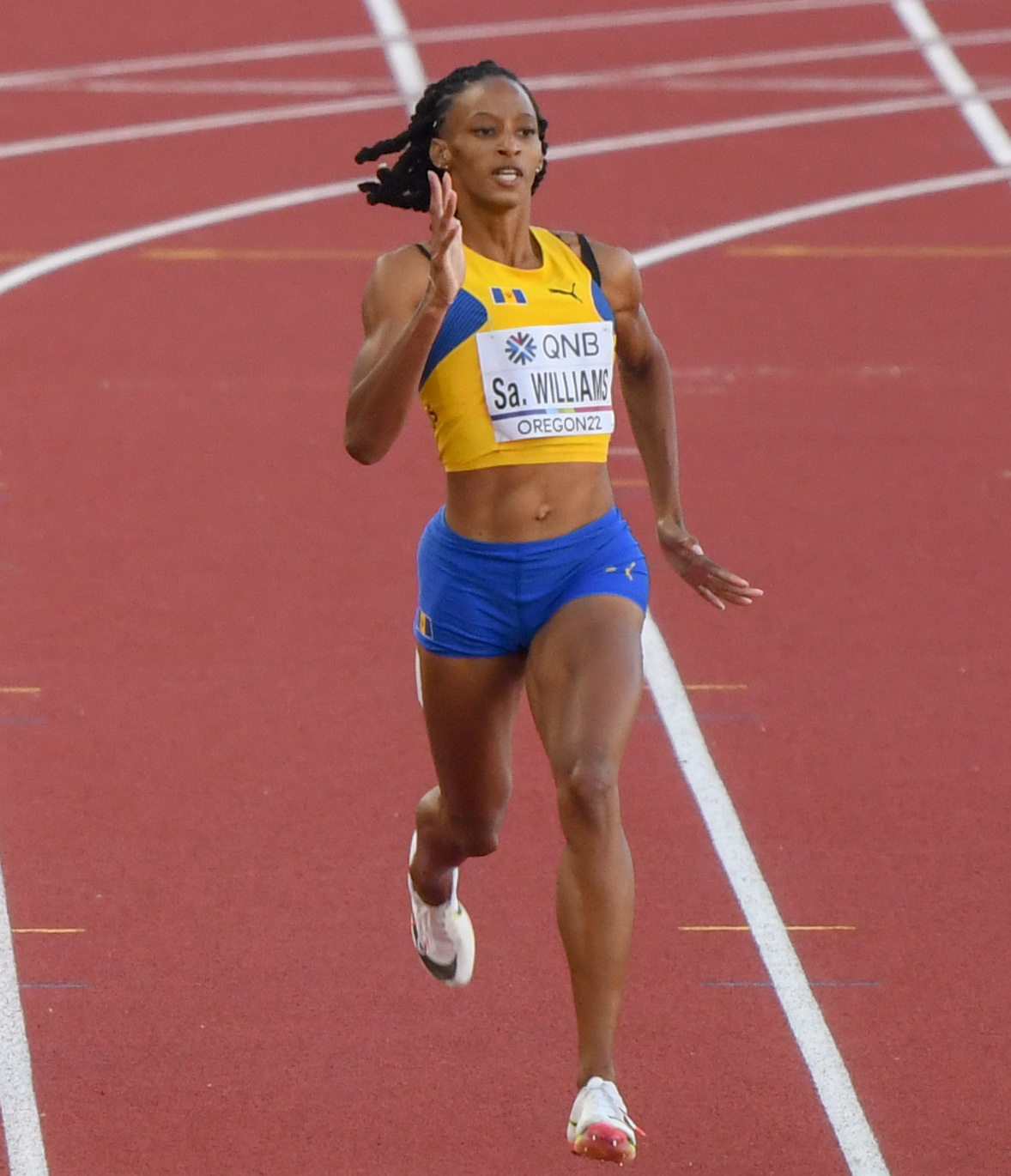
Vizeweltmeisterin Marileidy Paulino
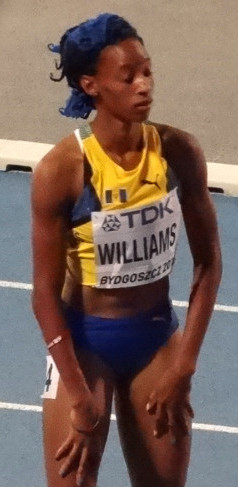
Bronzemedaillengewinnerin Sada Williams

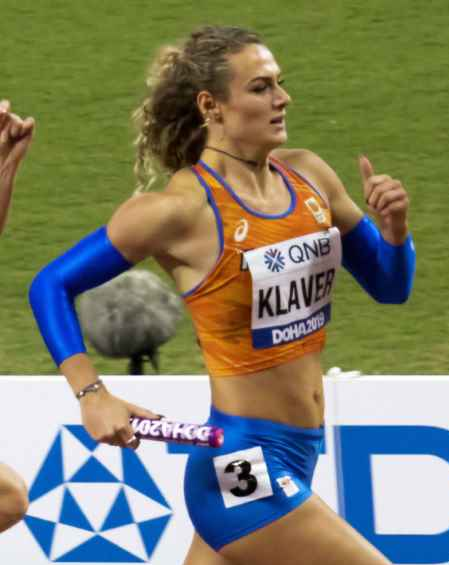
Lieke Klaver war im Vorlauf und auch im Halbfinale jeweils niederländischen Rekord gelaufen und belegte im Finale Rang vier
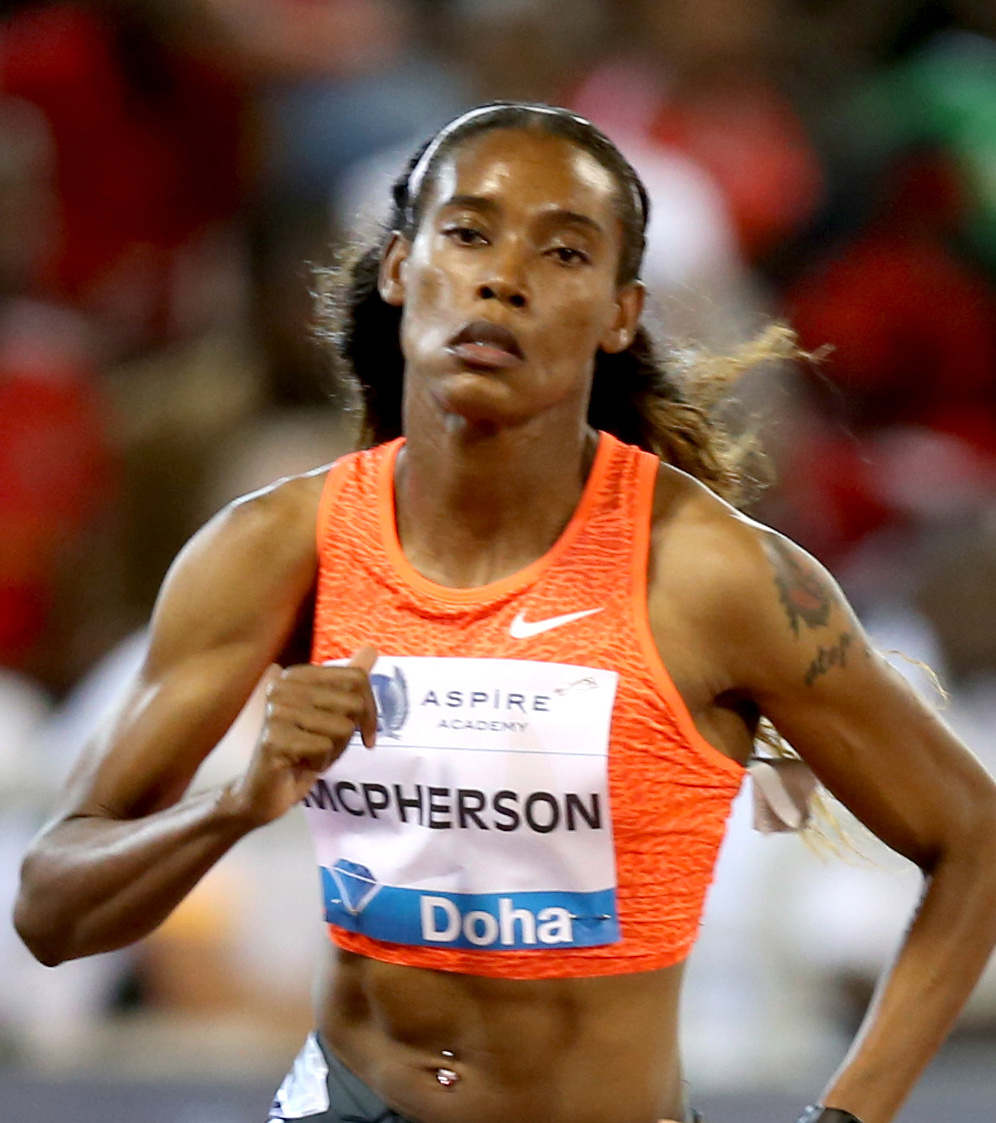
Stephenie Ann McPherson kam auf den fünften Platz
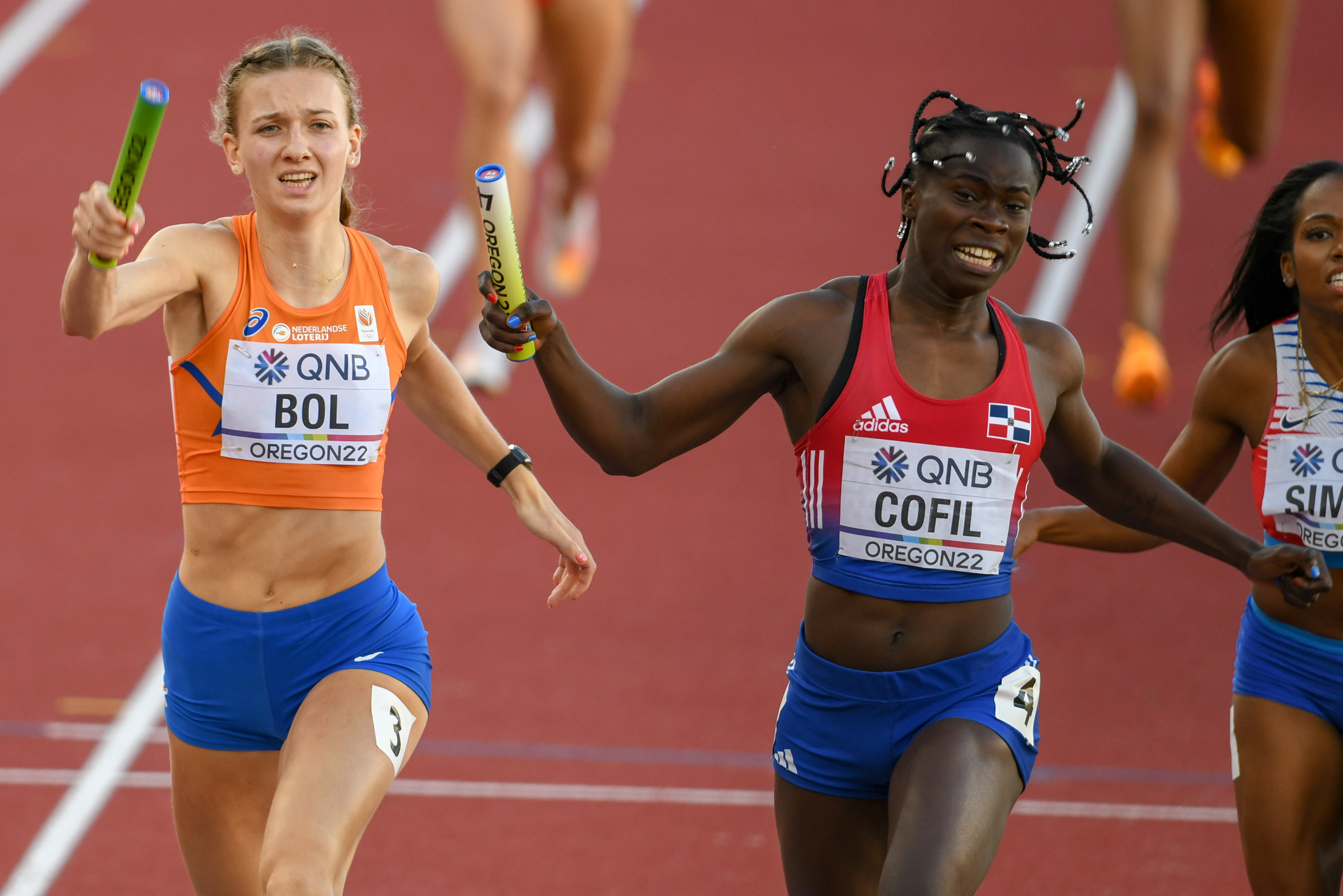
Fiordaliza Cofil (rechts als Siegerin mit der 4-mal-400-Meter-Mixedstaffel) erreichte Platz sechs
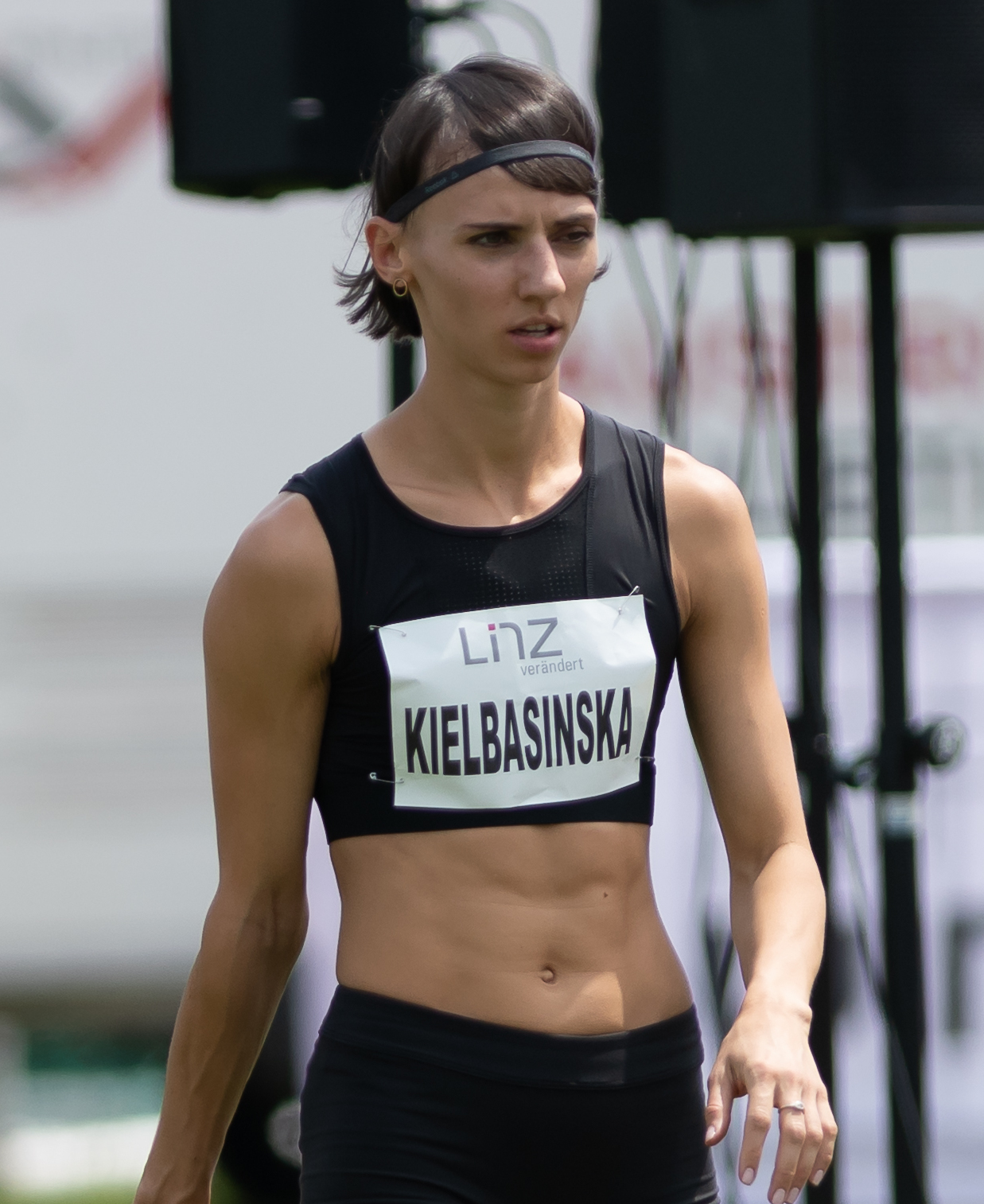
Die achtplatzierte Anna Kiełbasińska

## Video
- Shaunae Miller-Uibo Achieves DOMINANT Win In Women's 400 Final, 2022 World Championships, youtube.com, abgerufen am 17. August 2022